# Hökasjön (Ås socken, Småland)
Hökasjön är en sjö i Gislaveds kommun i Småland och ingår i Lagans huvudavrinningsområde.